# Museo storico-artistico castello Odescalchi
Il castello Orsini Odescalchi è posto al colmo di una platea rocciosa di tufo vulcanico presso la sponda meridionale del lago di Bracciano. Presenta una pianta irregolare, originata sia dalla difficile situazione topografica, sia dalla necessità di adattarsi ad una preesistenza medievale. L'ignoto progettista creò nell'arco di un quindicennio (1470-1485) un complesso unitario e al contempo assai articolato, con ampie sale, vasto cortile centrale e monumentali facciate.
Il castello, per volontà di Livio IV Odescalchi, nel 1952 diventò un museo, uno dei primi musei privati aperti al pubblico.
Le molteplici sale ospitano una cospicua raccolta di oggetti d'arte: mobili che vanno dal Quattrocento all'Ottocento, una ricca collezione di armi che pone il museo a livello di altre prestigiose raccolte pubbliche italiane, una quadreria che offre una selezione di pittura del primo Rinascimento, una collezione di ceramiche dell'Italia centrale che va dal XV al XIX secolo e, infine, una collezione archeologica di reperti etruschi e romani.